# Pierre Mainil
Pierre Mainil (* 24. Januar 1925 in Casteau, Provinz Hennegau; † 23. Februar 2013 ebenda) war ein belgischer Politiker der Parti Social Chrétien (PSC), der 14 Jahre lang Mitglied des Senats sowie zwölf Jahre lang Staatssekretär und Minister in mehreren Regierungen von Premierminister Wilfried Martens war.

## Leben
Mainil, der als Freiwilliger Militärdienst im Zweiten Weltkrieg leistete, wurde als Vertreter der Parti Social Chrétien (PSC) 1977 Mitglied des Senats und vertrat dort bis 1991 das Arrondissement Mons sowie das Arrondissement de Soignies.
Am 18. Mai 1980 wurde er von Premierminister Wilfried Martens in dessen dritte Regierung berufen und fungierte bis zum 22. Oktober 1981 zusammen mit André Bertouille als Staatssekretär für die Wallonische Region. Im Anschluss war er zwischen dem 22. Oktober 1980 und dem 6. April 1981 in der vierten Regierung Martens als Minister für Pensionen.
Am 17. Dezember 1981 übernahm Mainil in der fünften Regierung Martens das Amt als Staatssekretär für Pensionen und bekleidete dieses auch in der nachfolgenden sechsten Regierung und siebten Regierung Martens bis zum 9. Mai 1988. Danach war er in der achten Regierung und neunten Regierung Martens vom 9. Mai 1988 bis zum 7. März 1992 Staatssekretär für den Mittelstand und Kriegsopfer.
Für seine politischen Verdienste wurde er zum Großoffizier des Leopoldsordens ernannt.